# Wypychów (gromada)
Wypychów – dawna gromada, czyli najmniejsza jednostka podziału terytorialnego Polskiej Rzeczypospolitej Ludowej w latach 1954–1972.
Gromady, z gromadzkimi radami narodowymi (GRN) jako organami władzy najniższego stopnia na wsi, funkcjonowały od reformy reorganizującej administrację wiejską przeprowadzonej jesienią 1954 do momentu ich zniesienia z dniem 1 stycznia 1973, tym samym wypierając organizację gminną w latach 1954–1972.
Gromadę Wypychów z siedzibą GRN w Wypychowie utworzono – jako jedną z 8759 gromad na obszarze Polski – w powiecie łęczyckim w woj. łódzkim, na mocy uchwały nr 32/54 WRN w Łodzi z dnia 4 października 1954. W skład jednostki weszły obszary dotychczasowych gromad Astachowice, Brachowice, Gieczno, Rogóźno, Sypin i Wypychów ze zniesionej gminy Rogóźno w tymże powiecie. Dla gromady ustalono 13 członków gromadzkiej rady narodowej.
1 stycznia 1959 do gromady Wypychów przyłączono obszar zniesionej (i mocno okrojonej) gromady Lorenki oraz wieś i kolonię Śladków Górny, wieś i kolonię Śladków Rozlazły, wieś Śladków Podleśny i kolonię Śladkówek ze zniesionej gromady Śladków Górny.
31 grudnia 1959 do gromady Wypychów przyłączono wieś Błonie ze zniesionej gromady Witów oraz wieś Mchowice, osadę młyńską Świącie, osadę młyńską Bugaj, wieś Dunaj, wieś Boguszyce i wieś Mysłówka ze zniesionej gromady Czerników.
Gromada przetrwała do końca 1972 roku, czyli do kolejnej reformy gminnej.